# Rico Henry
Rico Antonio Henry (* 8. Juli 1997 in Birmingham) ist ein englischer Fußballspieler, der seit August 2016 beim Erstligisten FC Brentford unter Vertrag steht. Der linke Außenverteidiger repräsentierte sein Heimatland auf U19 und U20-Ebene.

## Vereinskarriere

### FC Walsall
Rico Henry wurde in der mittelenglischen Stadt Birmingham geboren und wuchs als Anhänger des lokalen Vereins Birmingham City auf. Im Alter von elf Jahren stieß er in die Nachwuchsabteilung des FC Walsall, einem Verein in der gleichnamigen Stadt in den West Midlands nur unweit seiner Heimatstadt. Dort spielte er in diversen Altersstufen und am 30. April 2014 unterzeichnete er schließlich seinen ersten professionellen Vertrag bei den Saddlers. In der folgenden Saison 2014/15 war er bereits permanent im Kader des Drittligisten gelistet. Nachdem er in zwei Ligaspielen auf der Bank saß, bestritt der linke Außenverteidiger am 9. Dezember 2014 beim Sieg im Elfmeterschießen im Pokalspiel gegen die Tranmere Rovers sein professionelles Debüt für die erste Mannschaft. In der Liga debütierte er vier Tage später beim 3:1-Heimsieg gegen den FC Barnsley. Die verbleibende Spielzeit wurde er von Cheftrainer Sean O’Driscoll auch als Einwechselspieler eingesetzt. Der Durchbruch als Stammspieler in dieser Saison wurde unter anderem durch eine Schulterverletzung verhindert, welche ihn von Februar bis April 2015 außer Gefecht setzte. Dennoch unterzeichnete er im April 2015 einen neuen Zweijahresvertrag. Die Spielzeit beendete er mit neun Einsätzen in der Football League One.
In der nächsten Saison 2015/16 wurde er von O’Driscoll regelmäßig in der Startformation eingesetzt. Am 29. September 2015 (10. Spieltag) erzielte er beim 1:0-Auswärtssieg gegen Scunthorpe United sein erstes Ligator für Walsall. Aufgrund seiner starken Leistungen in diesem September 2015 erhielt er für diesen die Auszeichnung als Football League Young Player of the Month. Bereits Anfang Oktober 2015 wurde erneut mit einem neuen Dreijahresvertrag ausgestattet. Seinen Status als Stammkraft verlor er in dieser Spielzeit nicht. Er absolvierte 37 Ligaspiele, in denen er zwei Tore und vier Vorlagen sammeln konnte. Er wurde ins League One PFA Team of the Year berufen und wurde für die Auszeichnung zum Football League Young Player of the Year nominiert.
Am 2. Spieltag der Spielzeit 2016/17, beim 0:0-Unentschieden gegen Oldham Athletic, verletzte sich Henry erneut an derselben Schulter wie im Frühjahr 2015 und musste nach einer Halben gespielten Stunde den Platz verlassen. Dieser Einsatz war Henrys letzter für den FC Walsall vor seinem Abschied im August 2016. Bis dahin hatte er 48 Ligaspiele bestritten und zwei Treffer erzielt.

### FC Brentford
Am 31. August 2016 wechselte Rico Henry zum Zweitligisten FC Brentford. Der Verein aus der Hauptstadt London bezahlte für den Außenverteidiger eine Ablösesumme in Höhe von 1,5 Millionen Pfund, welche sich durch Bonuszahlungen auf über fünf Millionen erhöhen kann und stattete ihn mit einem Fünfjahresvertrag aus. Bei seinem neuen Verein traf er auf seinen ehemaligen Trainer Dean Smith, welcher ihn in der ersten Mannschaft Walsalls bis zu seinem Abgang im November 2015 trainierte. Am 8. September 2016 unterzog er sich einer Schulteroperation und musste mehrere Monate pausieren. Am 21. Februar 2017 (28. Spieltag) debütierte er beim 2:1-Auswärtssieg gegen Sheffield Wednesday für seinen neuen Arbeitgeber. Unter Smith etablierte er sich rasch in der Startformation, bis er sich kurz vor dem Ende der Saison 2016/17 am Knie verletzte und die Spielzeit für ihn damit nach 12 Ligaeinsätzen beendet war.
Nach einer erfolgreichen und verletzungsfreien Vorbereitung auf die folgende Saison 2017/18 begann er diese wieder in als angestammter Linksverteidiger. Am 30. September 2017 (11. Spieltag) zog sich Henry beim 2:2-Unentschieden gegen den FC Middlesbrough erneut eine Knieverletzung zu, welche diesmal bedeutend schwerer ausfiel als jene im Frühling. Nach acht Ligaspielen war die Spielzeit für ihn damit vorbei.
Nach über einem Jahr kehrte Henry im Oktober 2018 ins Training zurück. Sein Comeback gab er am 24. November 2018 (18. Spieltag) bei der 1:2-Heimniederlage gegen den FC Middlesbrough. Unter dem neuen Cheftrainer Thomas Frank etablierte er sich erneut rasch in der Startformation. Am 12. Januar 2019 (27. Spieltag) erzielte er beim 3:1-Heimsieg gegen Stoke City sein erstes Tor für die Bees. Seine Leistungen im Januar 2019 brachten ihm eine Nominierung zum PFA Player of the Month ein. Eine Fußverletzung, welche sich Henry Anfang Februar zuzog, zwang ihn für zwei Monate zum Zusehen. In dieser Spielzeit 2018/19 absolvierte er 14 Ligaspiele, in denen ihm ein Tor und zwei Vorlagen gelangen.
In der nächsten Saison 2019/20 wurde Rico Henry zum unumstrittenen Stammspieler in der linken Außenverteidigung und er verpasste in der Hinrunde kein einziges Ligaspiel. In der Spielzeit Saison 2020/21 gelang ihm mit Brentford der Aufstieg in der Premier League, wobei er jedoch ab Februar 2021 verletzungsbedingt pausieren musste und auch das siegreiche Endspiel im Play-off gegen Swansea City verpasste.

## Nationalmannschaft
Am 10. November 2015 erhielt Rico Henry im Rahmen der freundschaftlichen Länderspiele gegen die Niederlande und Japan seine erste Nominierung für die englische U19-Nationalmannschaft. Sein Debüt bestritt er beim 2:2-Unentschieden im Spiel gegen die Niederlande. Von November 2015 bis Juni 2016 kam er in vier Spielen zum Einsatz.
Mit der U20 nahm er im März 2017 am Vier-Nationen-Turnier teil, kam in allen drei Spielen zum Einsatz und gewann mit den Three Lions diesen Wettbewerb. Er war auch im Kader der Auswahl für die U20-Weltmeisterschaft 2017, wurde aus diesem aber aufgrund seiner Verletzung gestrichen. Anschließend bestritt er kein Spiel mehr für die U20.